# Операція «Рішуча підтримка»

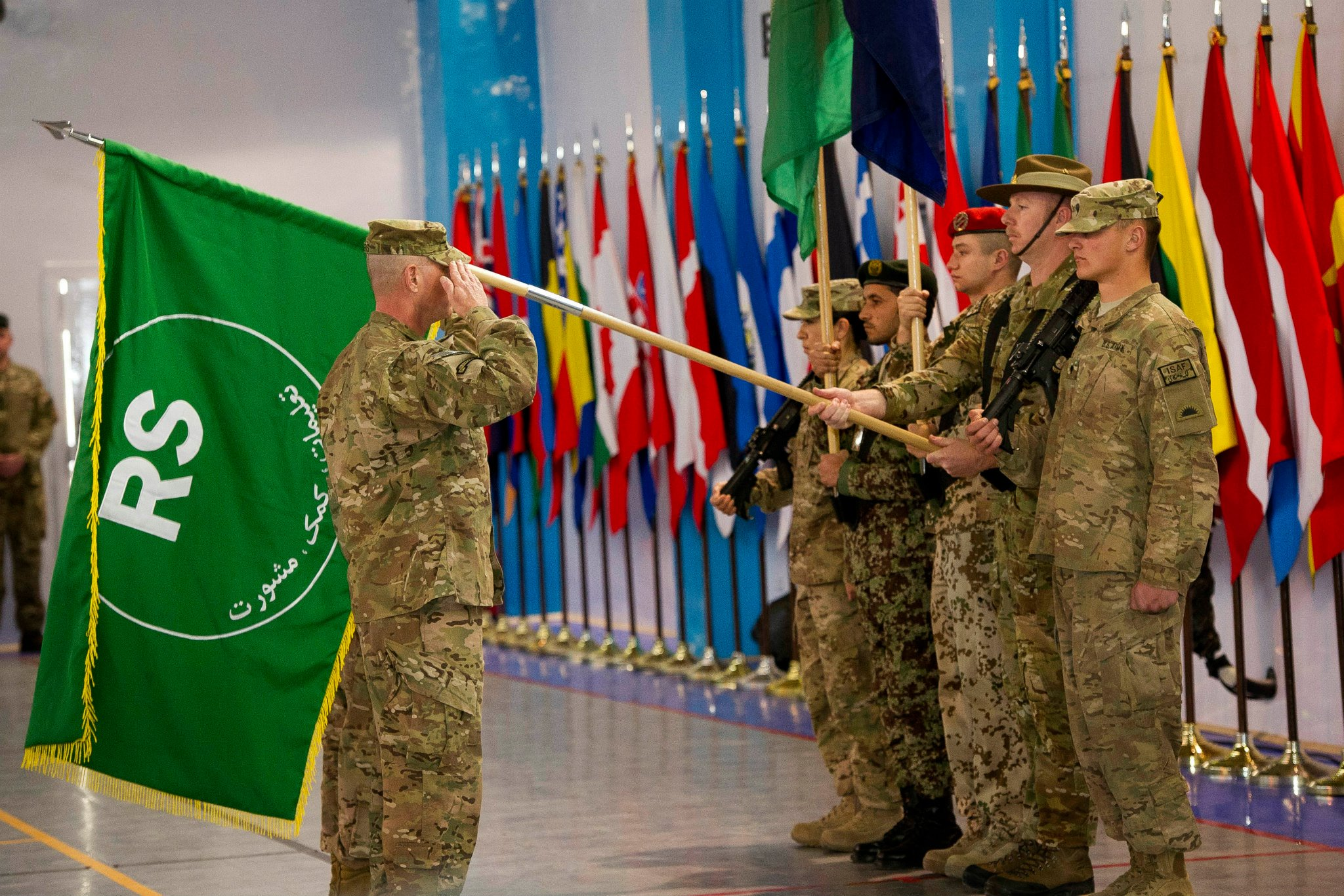
Прапор операції

Операція «Рішуча підтримка» (англ. Resolute Support Mission) — небойова місія НАТО з навчання і надання допомоги урядовим силам Афганістану, котра розпочалася 1 січня 2015 р. Вона офіційно замінила операцію Міжнародних сил сприяння безпеці (ISAF), чию діяльність було завершено 28 грудня 2014 року. Ця дата вважається формальним закінченням війни 2001—2014 років. Проте фактично бойові дії продовжуються, але вже з провідною роллю афганських військових.

## Історія
Оперативний план місії був схвалений міністрами закордонних справ країн-членів НАТО в червні 2014 року.
12 грудня 2014 р. Рада безпеки ООН одностайно ухвалила резолюцію № 2189 на підтримку нової місії.
30 грудня 2014 р. у Кабулі президентом Афганістану Ашрафом Гані і старшим цивільним представником НАТО в Афганістані Морісом Йохемсом було підписано Угоду про статус сил.

## Організаційна структура
Штаб-квартира місії знаходиться в Кабулі.
Загальна чисельність місії становить 12,5 тис. військовослужбовців і цивільних осіб, планована тривалість місії складає два роки (проте, за необхідності, місія може бути продовжена).